# Garra barreimiae
Garra barreimiae là một loài cá vây tia thuộc họ Cyprinidae.
Loài này có ở Bahrain, Oman, và Các Tiểu Vương quốc Ả Rập Thống nhất.
Loài này có các phân loài sau:
- Garra barreimiae barreimiae Fowler & Steinitz, 1956
- Garra barreimiae shawkahensis Banister & Clarke, 1977